# 反証 (法律)
反証（はんしょう）とは、訴訟の相手方の当事者が、証明責任を負う事実を証明するために、裁判において提出する証拠のことである。証明責任を負う当事者による本証の対義語であり、反対事実の証明という意味ではない点に注意する必要がある。

## 概説
本証における目的は、裁判官に事実についての確信を抱かせることであるが、反証における目的は、裁判官を動揺させることにより、真偽不明の状態をもたらすことである。ただし、事実が存在しないことについて確信を抱かせる必要はなく、裁判官の心証を動揺させることができれば足りる。

## 本証と反証の関係
本証と反証は対になる関係といえるが、前述のとおり、本証は裁判官に対し、事実が存在することの確信を抱かせる必要があるが、反証においては、裁判官に事実の有無について動揺させることを目的としている。
本証と反証が裁判において重要な地位を占めていることは言うまでもなく、当事者が提出した証拠（本証）よりも、相手方当事者の提出した証拠（反証）が強力で、裁判官の心証が揺らいだ場合、証明責任を負う当事者が勝訴するためには、より強力な別の証拠を提出する必要がある。このことを立証の必要と呼ぶ。
このように、立証の必要は訴訟の過程において常に変動し、証明責任の分配が訴訟以前に定まっているわけではない。
なお、証明責任の転換又は法律上の推定がなされる場合、反証によってその法律上の推定の効果を覆すことはできず、本証を要し、一方、特定の法規により擬制されている場合には、反対事実の主張はそれ自体が失当であるため、反対証明によりその擬制の効果を覆すことはできない。